# Lubkowo (powiat pucki)
Lubkowo (kaszb. Lëbkòwò, niem. Lübkau, dawniej Lubkowa, Lipkowo) – wieś w Polsce położona w województwie pomorskim, w powiecie puckim, w gminie Krokowa nad wschodnim brzegiem Jeziora Żarnowieckiego, na Kaszubach.
Nad Jeziorem Żarnowieckim, w pobliżu przystani żeglarskiej, na wysokości Domu Pomocy Społecznej w Lubkowie, zorganizowano letnie kąpielisko śródlądowe. W 2013 r. sezon kąpielowy wyznaczono na okres od 1 lipca do 31 sierpnia.
W latach 1975–1998 miejscowość należała administracyjnie do województwa gdańskiego.

## Historia
Wieś powstała w XIII wieku, należała początkowo do klasztoru żarnowieckiego. W 1772 roku (po konfiskacie dóbr zakonu), stała się własnością państwa pruskiego. Rozwój wsi nastąpił po II wojnie światowej, w latach .90 stała się miejscowością letniskową. Zabudowa wsi jest współczesna.